# Депутати Дарницької районної у місті Києві ради IV скликання
 Депутати Дарницької районної у місті Києві ради IV скликання обрані на виборах до місцевих рад у 2002 році. Склали свої повноваження після обрання депутатів Дарницької районної у місті Києві ради V скликання у 2006 році.

## Керівництво

### Голова
- Кирилюк Микола Петрович

### Заступники голови
- Стороженко Володимир Сергійович (перший заступник)
- Антонюк Адам Сергійович

## Депутати
| Депутат                            | Виборчий округ | Партійність          | Суб'єкт висування                                                                                           | Посада                  |
| ---------------------------------- | -------------- | -------------------- | --- | ----------------------- |
| Алентьєва Людмила Ігорівна         | 51             | «Єдність»            | «Єдність»                                                                                                   |                         |
| Андріянов Ігор Олександрович       | 30             | позапартійний        | самовисуванець                                                                                              |                         |
| Антонюк Адам Сергійович            | 11             | «Єдність»            | «Єдність»                                                                                                   |                         |
| Балабан Ростислав Валерійович      | 42             | «Демократичний союз» | «Демократичний союз»                                                                                        |                         |
| Балацій Ігор Миколайович           | 2              | позапартійний        | «Наша Україна»                                                                                              |                         |
| Безгін Олександр Дмитрович         | 27             | НДП                  | НДП |                         |
| Бірюк Олександр Олексійович        | 57             | «Єдність»            | трудовий колектив                                                                                           |                         |
| Божок Анатолій Леонтійович         | 14             | «Єдність»            | «Єдність»                                                                                                   |                         |
| Большаков Григорій Юрійович        | 34             | позапартійний        | «Наша Україна»                                                                                              |                         |
| Братко Володимир Іванович          | 60             | «Єдність»            | Спілка воїнів-інтернаціоналістів Дарницького району                                                         |                         |
| Буранов Юрій Хасанович             | 13             | позапартійний        | Спілка воїнів-інтернаціоналістів Дарницького району                                                         |                         |
| Вітковський Сергій Іванович        | 9              | «Єдність»            | Організація ветеранів України Дарницького району                                                            |                         |
| Власова Людмила Іванівна           | 7              | «Єдність»            | трудовий колектив                                                                                           |                         |
| Галинський Володимир Олександрович | 32             | Партія регіонів      | Партія регіонів                                                                                             |                         |
| Галушко Вікторія Павлівна          | 4              | позапартійна         | «Наша Україна»                                                                                              |                         |
| Гончарук Олег Олександрович        | 56             | «Єдність»            | трудовий колектив                                                                                           |                         |
| Горбач Анатолій Антонович          | 18             | «Єдність»            | «Єдність»                                                                                                   |                         |
| Гулий Олександр Васильович         | 16             | «Єдність»            | «Єдність»                                                                                                   |                         |
| Гуменюк Анатолій Іванович          | 59             | позапартійний        | трудовий колектив                                                                                           |                         |
| Денисенко Денис Анатолійович       | 24             | ПППУ                 | ПППУ |                         |
| Дударенко Лариса Валеріївна        | 17             | «Єдність»            | «Єдність»                                                                                                   |                         |
| Жукова Алла Георгіївна             | 50             |                      | |                         |
| Заліська Світлана Дмитрівна        | 43             |                      | |                         |
| Їжак Валерій Михайлович            | 15             |                      | |                         |
| Кальтагейсер Михайло Григорович    | 52             |                      | СПУ |                         |
| Карпенко Олександр Іванович        | 36             |                      | |                         |
| Кирилюк Микола Петрович            | 58             |                      | | голова                  |
| Китаїв Андрій Олегович             | 3              |                      | |                         |
| Колесніков Олег Миколайович        | 44             |                      | |                         |
| Кузьменко Анатолій Михайлович      | 23             |                      | |                         |
| Кузьминець Лариса Петрівна         | 38             |                      | |                         |
| Ложешнік Дмитро Ігорович           | 55             |                      | |                         |
| Лузя Юрій Костянтинович            | 5              |                      | |                         |
| Мартиненко Василь Савович          | 54             |                      | |                         |
| Мітченко Марія Іванівна            | 8              |                      | |                         |
| Морма Ігор Валентинович            | 1              |                      | |                         |
| Мосійчук Юрій Автономович          | 53             |                      | |                         |
| Неїла Мирослав Михайлович          | 45             | позапартійний        | Чорнобильська народна партія «За добробут та соціальний захист народу»                                      |                         |
| Перепелиця Ольга Анатоліївна       | 28             | позапартійна         | трудовий колектив                                                                                           |                         |
| Похвальоний Юрій Федосійович       | 46             | «Єдність»            | збори виборців за місцем проживання                                                                         |                         |
| Райко Анатолій Олексійович         | 22             | позапартійний        | Чорнобильська народна партія «За добробут та соціальний захист народу»                                      |                         |
| Репа Олександр Кузьмич             | 20             | позапартійний        | СПУ |                         |
| Ростунов Володимир Костянтинович   | 48             | «Єдність»            | Спілка воїнів-інтернаціоналістів Дарницького району                                                         |                         |
| Савон Віра Григорівна              | 29             | «Єдність»            | «Єдність»                                                                                                   |                         |
| Семенюк Микола Володимирович       | 41             | «Єдність»            | Товариство Червоного Хреста Дарницького району                                                              |                         |
| Сікалова Вікторія Юріївна          | 21             | НДП                  | НДП |                         |
| Старов Степан Федорович            | 39             | «Єдність»            | трудовий колектив                                                                                           |                         |
| Стороженко Володимир Сергійович    | 40             | «Єдність»            | «Єдність» та Спілка жінок, Спілка воїнів-інтернаціоналістів, Товариство Червоного Хреста Дарницького району | перший заступник голови |
| Таран Віктор Вікторович            | 47             | НРУ                  | «Наша Україна»                                                                                              |                         |
| Теплицька Олена Миколаївна         | 33             | «Єдність»            | Товариство Червоного Хреста Дарницького району                                                              |                         |
| Тітомир Анатолій Іванович          | 31             | позапартійний        | трудовий колектив                                                                                           |                         |
| Ушмаєв Дмитро Ігорович             | 12             | позапартійний        | самовисуванець                                                                                              |                         |
| Харченко Сергій Іванович           | 49             | позапартійний        | трудовий колектив                                                                                           |                         |
| Чермак Ігор Іванович               | 19             | «Єдність»            | «Єдність»                                                                                                   |                         |
| Чорний Віктор Іванович             | 37             | СДПУ(О)              | СДПУ(О) |                         |
| Шеремет Олег Олексійович           | 35             | ПППУ                 | ГО «Громадянська освіта»                                                                                    |                         |
| Шловіков Віктор Сергійович         | 25             | ПППУ                 | ПППУ |                         |
| Юрченко Олексій Васильович         | 6              | позапартійний        | «Наша Україна»                                                                                              |                         |
| Яцюк Михайло Іванович              | 10             | позапартійний        | самовисуванець                                                                                              |                         |